# Indiana Flooring
Indiana Flooring foi um time de futebol da cidade de Nova York que jogou na American Soccer League entre 1924 e 1927. Eles substituíram o New York Field Club . Antes de ingressar na ASL, a equipe havia jogado em várias ligas estaduais.

## História
Ernest Viberg, um ex-treinador que atuou como intérprete do Bethlehem Steel quando eles viajaram pela Suécia em 1919, inicialmente assumiu o controle da franquia.  No entanto, em 1927 foi comprado por Charles Stoneham, dono do time de beisebol New York Giants .  Nas temporadas subsequentes, eles jogaram como o New York Nationals e posteriormente mudou de nome para New York Giants . 

## Estatísticas

### Participações
|  | Participações em 2020 |

| Competição     | Competição             | Temporadas | Melhor campanha          | Estreia | Última  | P | R |
| Estados Unidos | American Soccer League | 3          | Sexto Lugar (Duas vezes) | 1924/25 | 1926/27 |   | – |